# لورنا میراندا
لورنا میراندا (اسپانیایی: Lorena Miranda‎؛ زادهٔ ۷ آوریل ۱۹۹۱) بازیکن واترپلو اهل اسپانیا است.